# La Haie Vigné
La Haie Vigné est l'un des vingt quartiers de Caen. Il se situe à l'ouest de la ville. Selon la ville de Caen, le quartier est délimité :
- au nord, par la rue de Bayeux,
- à l'est, par la place de l'ancienne boucherie
- au sud, par la rue Caponière,
- à l'ouest, par le boulevard André Detolle

## Histoire
La cité-jardin est créée en 1930 par l'Office Municipal d'Habitation à bon marché. Les premiers logements sont construits en contrebas du boulevard Detolle.

## Lieux et monuments
Ce quartier abrite le rectorat de Caen, la délégation militaire départementale et la maison des associations de la ville.
Le Nice caennais est créé en 1930 par la société Caen-Extension.
Le jardin de la Luna Rossa, musée-jardin d'art brut, se situe rue Damozanne.
La Haie Vigné comporte également le Quartier Lorge, dernière base militaire encore occupée par l'armée à Caen comportant le Bureau des archives des victimes des conflits contemporains. Il collecte notamment des documents relatifs à la déportation. Le quartier Lorge comprend plusieurs bâtiments classés  à l'inventaire supplémentaire des monuments historiques dont notamment la maison dite du Grenadier sur la rue Caponière.
Le quartier comporte également le théâtre La Cité / Théâtre.